# Allmän barkbock
Allmän barkbock (Tetropium castaneum) är en skalbagge i  familjen långhorningar som huvudsakligen lever i granskogar.

## Kännetecken
Allmän barkbock blir mellan 10 och 20 millimeter lång. Kroppen är långsmal med oftast svart grundfärg. Täckvingarnas färg varierar från brun till svart. Antennerna når bak till mitten av täckvingarna. Ögonens framkant har en kraftig inskärning. Benen är kraftiga med förtjockade lår. 

### Larv
Larven blir högst 25 millimeter lång och har tre par ben. Det bakersta ryggsegmentet har två kitintaggar som sitter på en upphöjning.

## Levnadssätt
Allmän barkbock lever i barrskog, främst på gran i sällsynta fall även på tall. Larven lever i nyligen död ved, helst på stående träd, men den kan även leva i lågor. Den kan ibland vara skadegörare i sågat virke. Samma träd används bara av en generation. Det tar mellan ett och två år innan larven är färdigutvecklad. Den vuxna skalbaggen är mest nattaktiv och påträffas från slutet av maj till juli.

## Utbredning
Allmän barkbock förekommer ganska allmänt i hela Sverige. Den finns även i Danmark, Finland och delar av Norge. Den finns i en stor del av Europa men saknas eller är sällsynt i södra Europa. Den finns vidare österut genom Ryssland till Stilla Havet och Japan. 